# Спасс-Которск
Спасс-Которск — деревня в Осьминском сельском поселении Лужского района Ленинградской области.

## История
Впервые упоминается в писцовых книгах Шелонской пятины 1498 года, как деревня на Которске над Долгим озером 1 двор помещичий, оно же сельцо Которско над озером Которским Долгим с церквями Преображения и Святого Николая в Бельском погосте Новгородского уезда.
Деревня Спас обозначена на карте Санкт-Петербургской губернии Ф. Ф. Шуберта 1834 года.

СПАС или КОТОРСКО — деревня, принадлежит: титулярному советнику Александру Мартынову, число жителей по ревизии: 20 м. п., 23 ж. п.

капитану Егору Чирикову, число жителей по ревизии: 23 м. п., 24 ж. п (1838 год)

Деревня Спас отмечена на карте профессора С. С. Куторги 1852 года.

КОТОРСКА — деревня господ Мармылева, Назимова, Татищевых и Скобельциных, по просёлочной дороге, число дворов — 33, число душ — 115 м. п. (1856 год)

СПАСО-КОТОРСКО — деревня, число жителей по X-ой ревизии 1857 года: 58 м. п., 87 ж. п. (из них дворовых людей — 6 м. п., 14 ж. п.)

КОТОРСКО — деревня владельческая при ключах, число дворов — 34, число жителей: 118 м. п., 127 ж. п. (1862 год)

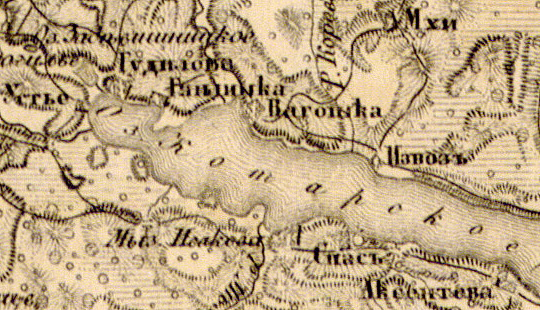
Деревня Спасс-Которск на карте 1863 года

Согласно карте из «Исторического атласа Санкт-Петербургской Губернии» 1863 года деревня называлась Спас.

СПАСО-КОТОРСКО — деревня Аксентьевского общества Бельско-Сяберской волости, согласно подворной описи 1882 года:
  
домов — 37, душевых наделов — 51,  семей — 24, число жителей — 74 м. п., 65 ж. п.; разряд крестьян — собственники

Согласно материалам по статистике народного хозяйства Лужского уезда 1891 года имение при селении Спасо Которско площадью 10 десятин принадлежало крестьянке Псковского уезда А. Михайловой, имение было приобретено в 1874 году за 150 рублей.
В XIX веке деревня административно относилась ко 2-му стану Лужского уезда Санкт-Петербургской губернии, в начале XX века — к Осьминской волости 2-го земского участка 1-го стана Гдовского уезда.
По данным «Памятной книжки Санкт-Петербургской губернии» за 1905 год деревня называлась Спас-Которско и входила в Аксентьевское сельское общество.
С 1917 по 1919 год деревня Спас-Которск входила в состав Осьминской волости Гдовского уезда.
С 1920 года, в составе Самровской волости.
С 1922 года, в составе Заянской волости.
С 1923 года, в составе Пушкинского сельсовета Осьминской волости Кингисеппского уезда.

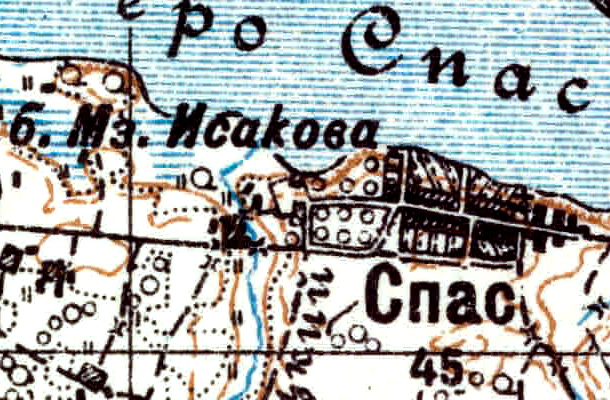
Деревня Спасс-Которск карте 1926 года

Согласно топографической карте 1926 года деревня называлась Спас и насчитывала 45 крестьянских дворов.
С 1927 года, в составе Осьминского района.
С 1928 года, в составе Будиловского сельсовета. В 1928 году население деревни Спас-Которск составляло 256 человек.
По данным 1933 года деревня Спас-Которск входила в состав Будиловского сельсовета Осьминского района.
C 1 августа 1941 года по 31 января 1944 года деревня находилась в оккупации.
С 1961 года, в составе Сланцевского района.
С 1963 года, в составе Лужского района.
В 1965 году население деревни Спас-Которск составляло 25 человек.
По данным 1966 года деревня Спас-Которск также входила в состав Будиловского сельсовета Лужского района.
По данным 1973 года деревня называлась Спас-Которск и входила в состав Рельского сельсовета.
По данным 1990 года деревня называлась Спасс-Которск и также входила в состав Рельского сельсовета.
В 1997 году в деревне Спасс-Которск Рельской волости проживали 2 человека, в 2002 году — 4 человека (все русские).
В 2007 году в деревне Спасс-Которск Осьминского СП не было постоянного населения.

## География
Деревня расположена в западной части района к востоку от автодороги 41К-020 (Сижно — Осьмино).
Расстояние до административного центра поселения — 33 км.
Расстояние до ближайшей железнодорожной станции Молосковицы — 80 км.
Деревня находится на южном берегу Спасс-Которского озера.

## Демография
| 1838 | 1862 | 1928 | 1965 | 1997 | 2007 | 2010 |
| ---- | ---- | ---- | ---- | ---- | ---- | ---- |
| 90   | ↗245 | ↗256 | ↘25  | ↘2   | ↘0   | ↗6   |
| 2017 |      |      |      |      |      |      |
| ↘1   |      |      |      |      |      |      |

## Улицы
Озёрная.